# VIDEO GLAY 2
『VIDEO GLAY 2』（ビデオ・グレイ・ツー）は、GLAYが1996年5月2日にリリースした2作目のビデオ・クリップス。

## 概要
前作『VIDEO GLAY』から1年ぶりの作品。2001年6月20日に『VIDEO GLAY』『無限のdéjà vu DOCUMENT of “BEAT out!” TOURS』と共にワーナーミュージック・ジャパンからDVD化されて再発されたが、現在は廃盤である。

## 収録曲
1. More than Love
2. Yes, Summerdays
演奏シーンは最後の方までなく、メンバー各々ソロでのカットが多い。純粋に演奏をメインにした映像は『VIDEO GLAY 3』に収録されている。
3. グロリアス
4. 生きてく強さ
5. ずっと2人で…
エンドロール扱いになっており正式なPVではない。映像では「More than Love」「Yes, Summerdays」などの映像、ライブ映像などが織り交ぜられている。